# ニューカッスル・ライトレール
ニューカッスル・ライトレール（英語: Newcastle Light Rail）は、オーストラリアの大都市・ニューカッスル市内を走る路面電車（ライトレール）。2019年に開通した、全区間とも架線が存在しない非電化（架線レス）路線で、2020年現在はニューカッスル・トランスポートによる運営や保守が行われている。

## 概要

### 歴史
ニューサウスウェールズ州の港湾都市であるニューカッスルには、かつて1887年に開通したスチームトラムを用いた軌道路線をルーツとした路面電車（ニューカッスル市電）が存在した。1923年からは電化が行われたが、第二次世界大戦後にオーストラリア各都市で急速に進んだモータリーゼーションによって1950年に廃止に追い込まれた。
その後、オーストラリアで7番目の人口を有する大都市に成長したニューカッスルでは、今後の更なる人口増加を見据え、都市中心部の再活性化を目的とした大規模なプロジェクトが2010年代以降進められているが、その中でバスを始めとした路面電車廃止後の交通機関では各地域の接続性や輸送効率に難がある事が課題となった。そこで注目されたのが、オーストラリアを含め世界各国で導入が進められているライトレールである。
2010年代からライトレールの導入に関する検討が始まり、当初は鉄道路線を転換する事も考えられていたが、最終的に2016年8月に既存の道路上に新規の併用軌道を建設する形でプロジェクトが承認された。同時に後述する建設を請け負う民間企業の選定も完了し、2017年から10段階に分けて建設工事が実施された。また、それに合わせて2014年に閉鎖されたウィッカム駅に代わる公共交通機関のターミナルとなるニューカッスル・インターチェンジの建設が行われ、ライトレールが停車する区画も整備された。一方、建設にあたっては上下水道やケーブルの移設、オーストラリア初の鉄道跡などの考古学的に重要な施設の発掘などの過程も経る事となった。
工事が完了したのは開始から1年後の2018年9月で、翌10月から試運転が行われた。そして、無料運転が実施された2019年2月17日の翌日、2月18日からニューカッスル・ライトレールは本格的な営業運転を開始した。2020年3月までの利用客数は100万人以上を記録しており、ニューカッスルの公共交通機関の利用者数の大幅な増加に貢献している。

### 運営事業者
ニューカッスル・ライトレールの線路や車両、施設はニューサウスウェールズ州交通局（Transport for NSW）が所有しているが、建設や保守・運営は民間企業が請け負っている。そのうち路線の建設はオーストラリアのエンジニアリングサービス会社であるダウナーEDI（Downer EDI）が手掛け、運営や保守は公共交通事業者のケオリス・ダウナーが「ニューカッスル・トランスポート」というブランド名で実施している。

## 運行

### 路線
ニューカッスル・ライトレールは、鉄道やバスなどと接続する交通の要所であるニューカッスル・インターチェンジ（Newcastle Interchange）から海岸沿いの道路上を経由し、海岸近くに設けられたニューカッスル・ビーチ（Newcastle Beach）電停へ向かう全長2.7 km（1.7 miles）の路線を有する。電停は起終点を含めて6箇所に設置されており、全てバリアフリーに対応した構造となっている。車庫はニューカッスル・インターチェンジ付近に存在する。
ニューカッスルの景観保護のため、全線に渡って架線が設置されない架線レス方式がオーストラリアの路面電車で初めて導入されたのがニューカッスル・ライトレールの大きな特徴である。そのため、使用される電車には後述の通りオンボードチャージャーが設置され、各電停に設置されたバーからパンタグラフを介して充電が行われる。
列車は基本的に全区間を走行し、平日の日中は7 - 8分間隔、平日の早朝・夜間や土曜・休日の日中は15分間隔、それ以外の時間帯は30分間隔で運行が行われている。ただしスーパーカーレース「ニューカッスル500」が開催される日は本数が増加する代わりに、サーキットの線形の都合上列車は全てクイーンズワーフ（Queens Wharf）電停止まりとなる。

### 運賃
ニューサウスウェールズ交通局が管轄する公共交通機関では、運賃の支払いに非接触式ICカードのオパールカードが用いられる。事前に持ち主を登録する記名式オパールカードの運賃は距離によって変わり、全長2.7 kmのニューカッスル・ライトレールの運賃は2.24ドル（大人運賃）である。一方、現金での利用の際には片道乗車用の非記名式オパールカードを購入する必要があり、運賃も割高（2.9ドル）となる。また、非接触式ICカードの機能を有するクレジットカードを用いた決済も可能である。これらは乗車前にカードリーダーで検札を済ませてから乗車し、降車時にもカードリーダーにタップする必要があり、無賃乗車が発覚した際には多額の罰金が科せられる。

### 電停一覧
| 電停名                                                   | 接続交通機関               | 備考・参考                                                                            |
| -------------------------------------------------------- | -------------------------- | ------------------------------------------------------------------------------------- |
| ニューカッスル・インターチェンジ (Newcastle Interchange) | NSWトレインリンク 路線バス | NSWトレインリンクはセントラルコースト・アンド・ニューカッスル線およびハンター線が停車 |
| ハニーサックル (Honeysuckle)                             |                            | [ 19 ]                                                                                |
| シビック (Civic)                                         |                            | [ 20 ]                                                                                |
| クラウン・ストリート (Crown Street)                      |                            | [ 21 ]                                                                                |
| クイーンズワーフ (Queens Wharf)                          | フェリー                   | [ 22 ] [ 23 ]                                                                         |
| ニューカッスル・ビーチ (Newcastle Beach)                 |                            | [ 24 ]                                                                                |

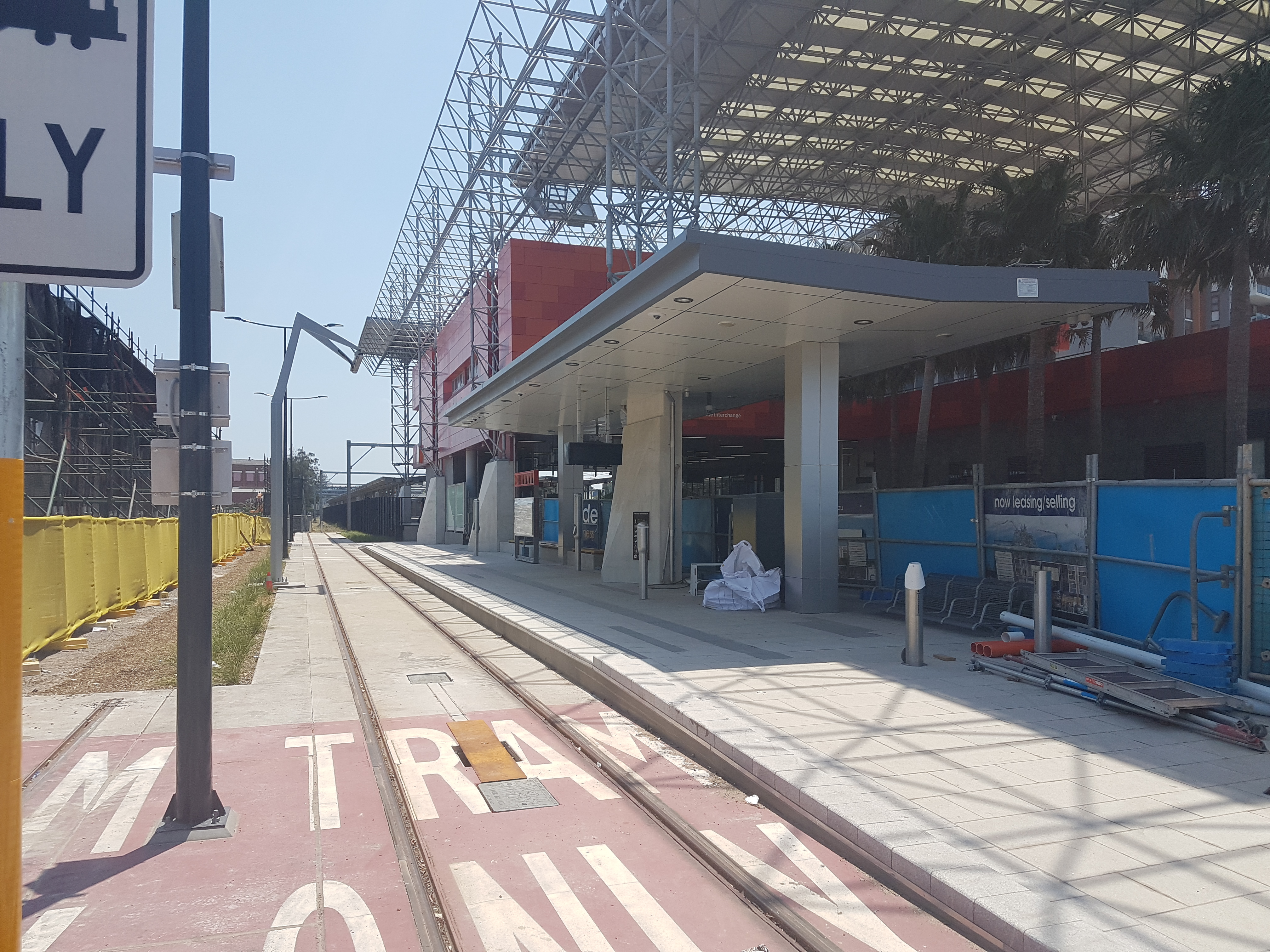
ニューカッスル・インターチェンジ
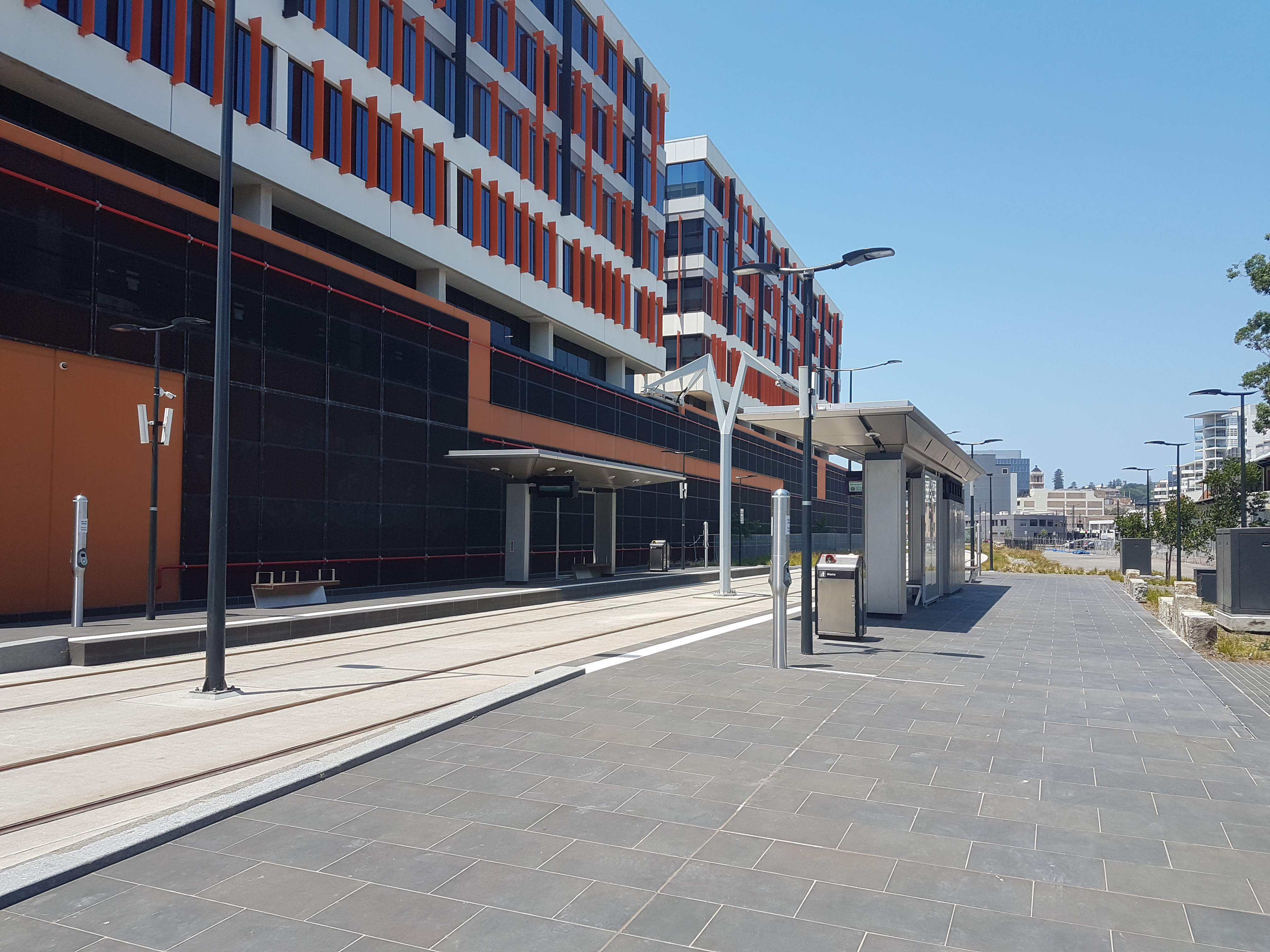
ハニーサックル
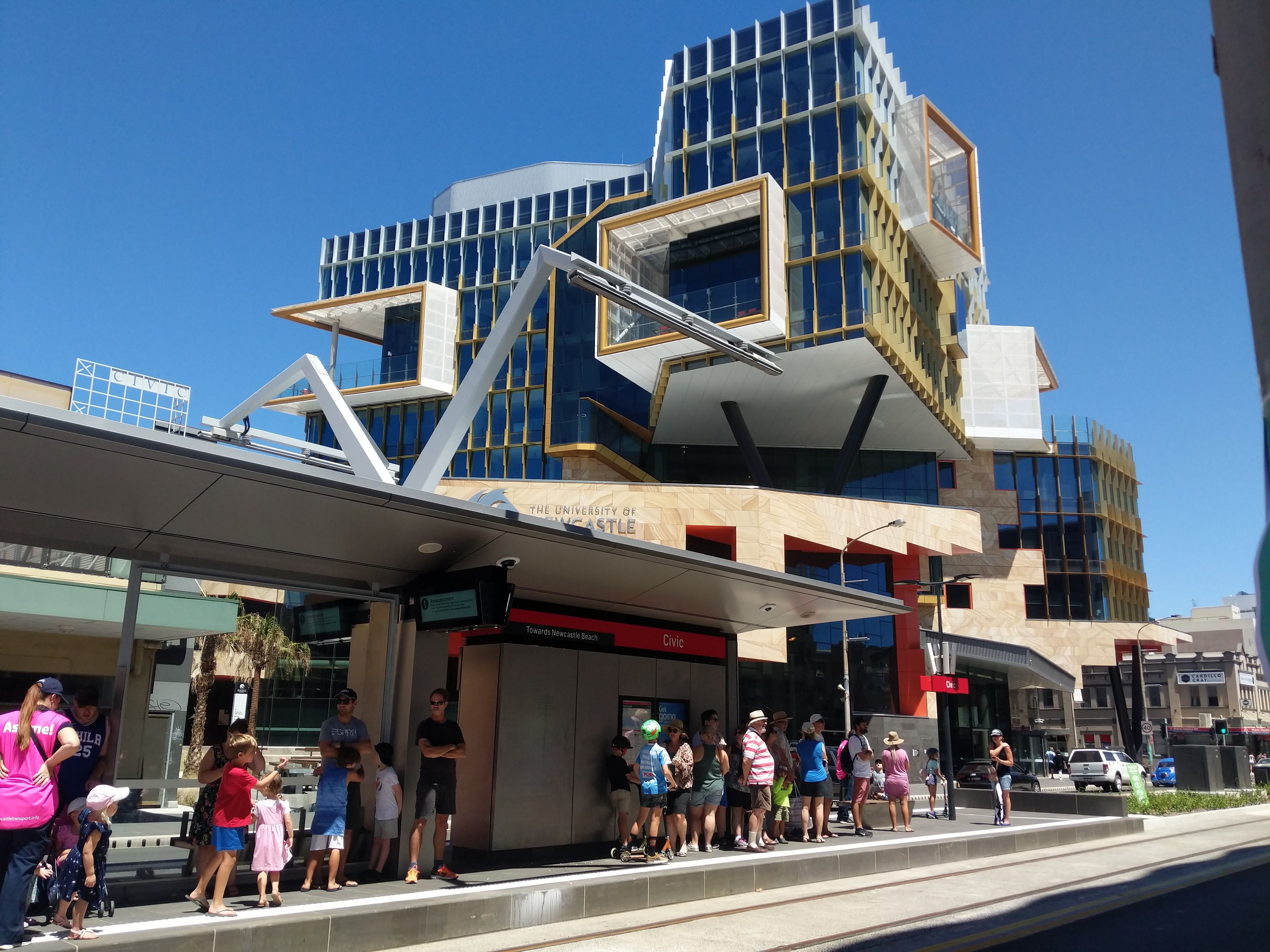
シビック
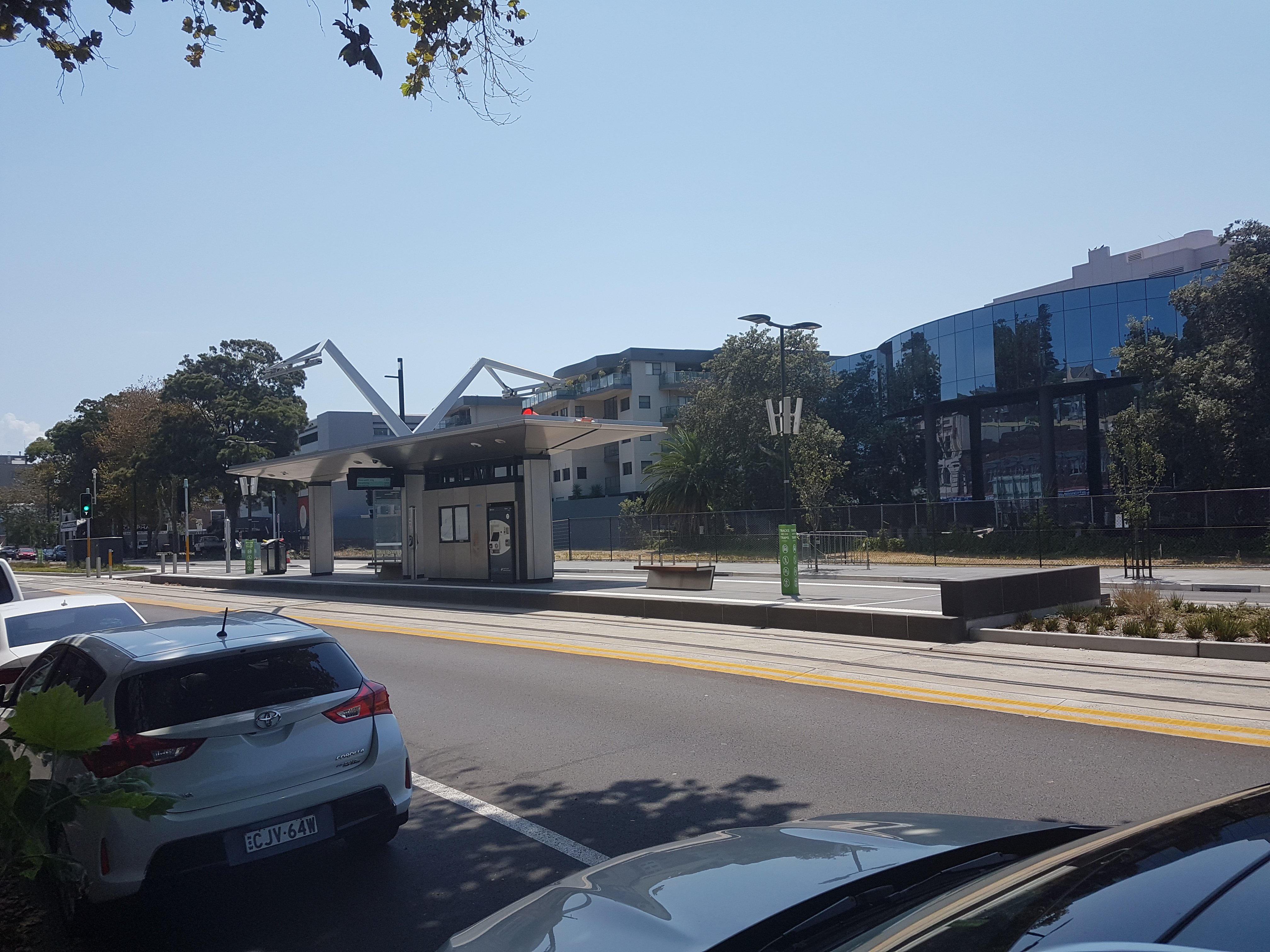
クラウン・ストリート
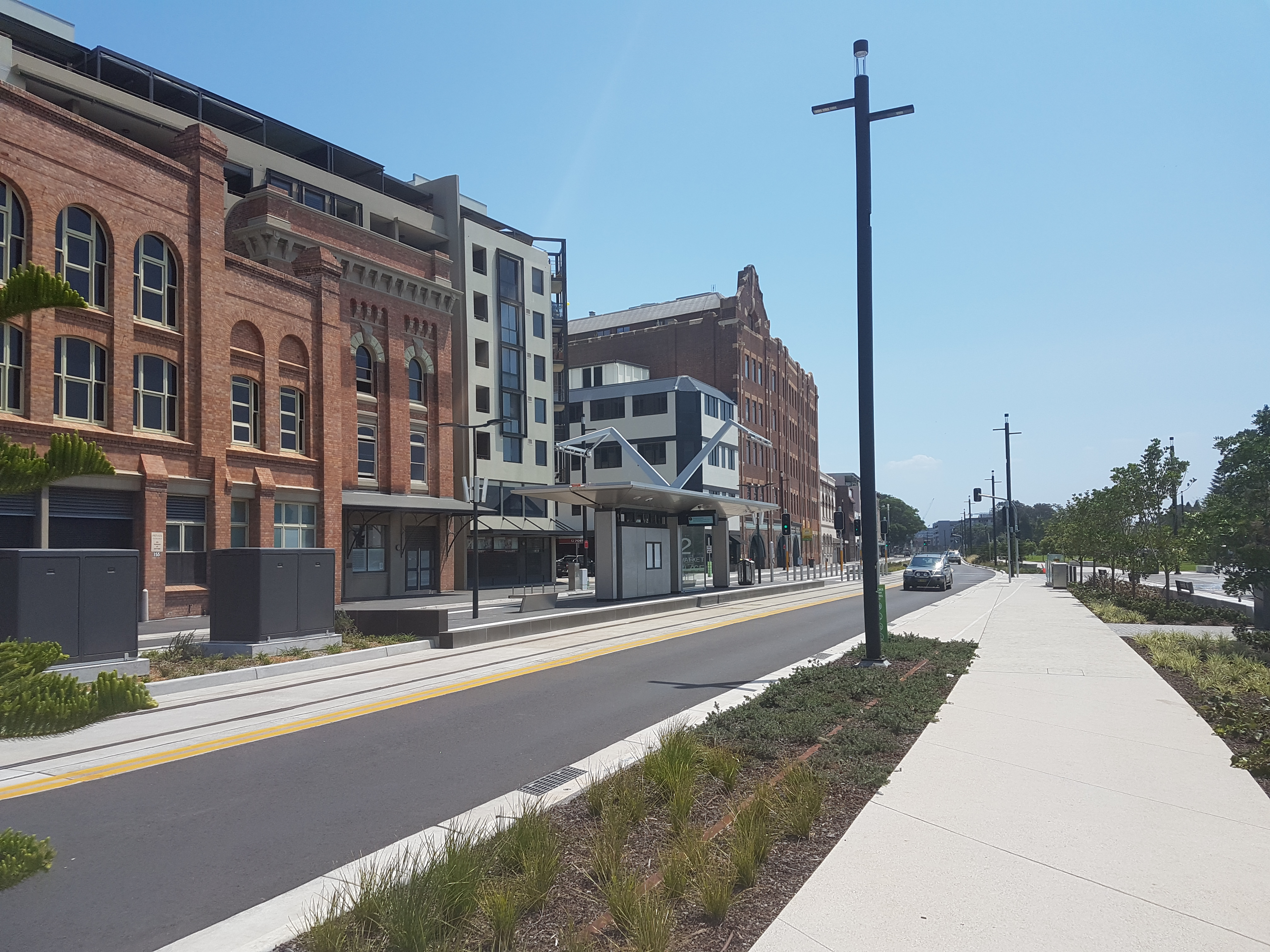
クイーンズ・ワーフ
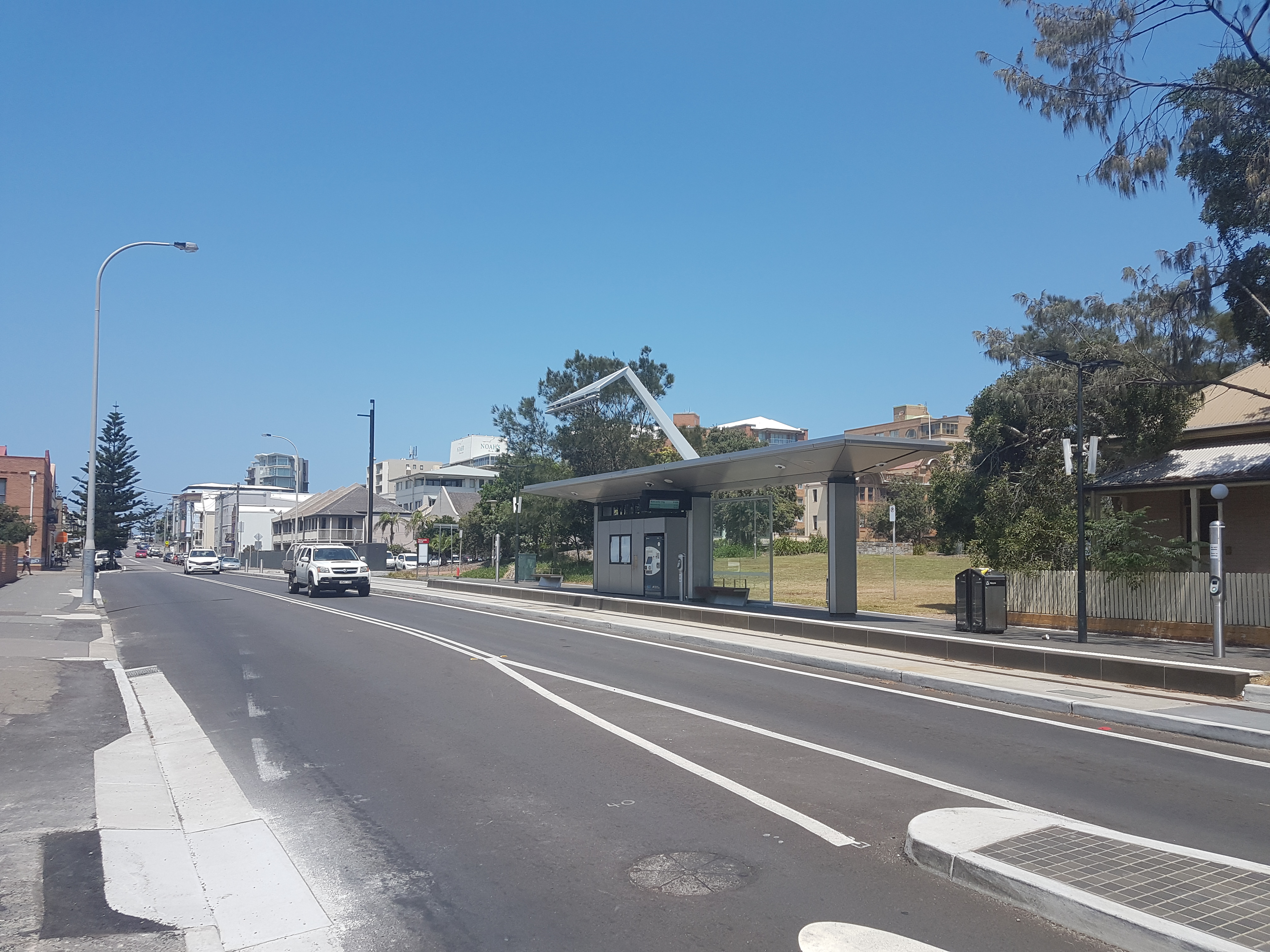
ニューカッスル・ビーチ
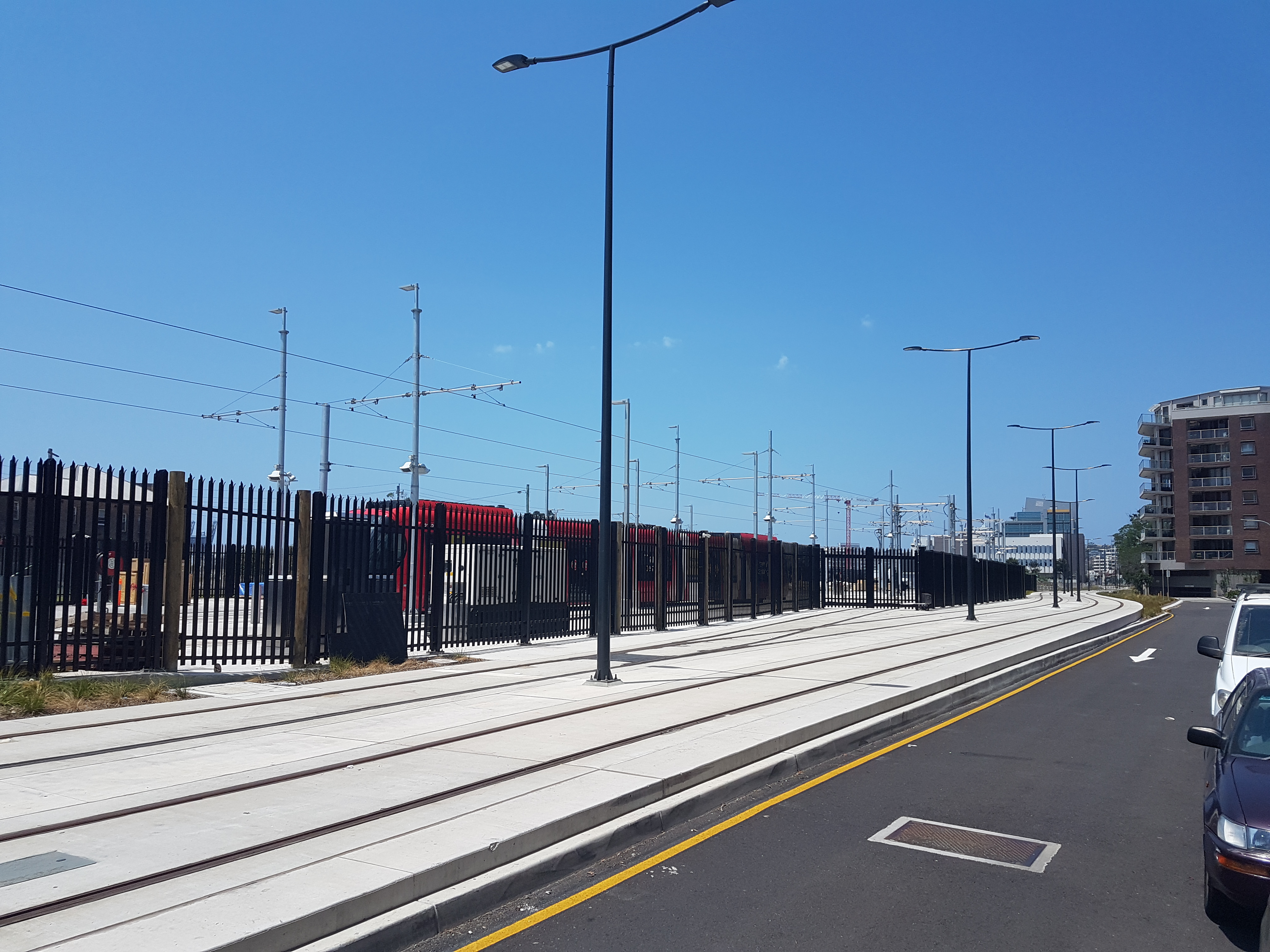
車両基地

## 車両

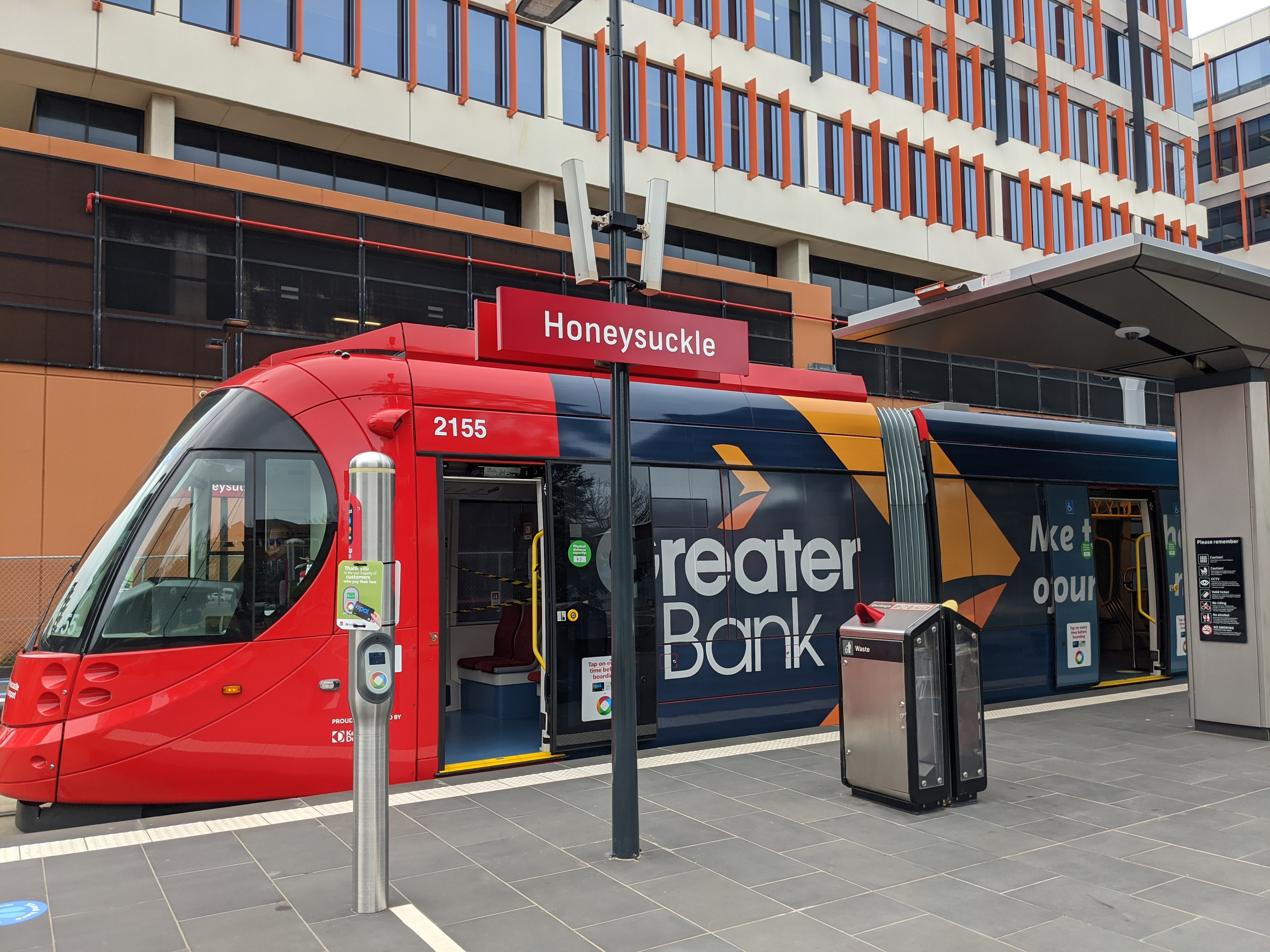
ウルボス（広告塗装、2020年撮影）

ニューカッスル・ライトレールで使用されている車両は、スペインのCAFが製造した5車体連接式超低床電車のウルボス（Urbos）である。これは、同じくニューサウスウェールズ州交通局が所有するシドニーのライトレール（シドニー・ライトレール）向けに製造された車両のオプション分として発注が行われたもので、モジュール構造を取り入れた車体の設計やデザインが共通している。その一方、シドニー・ライトレールと異なり全線架線レスである事から、ニューカッスル・ライトレール向け車両は屋根上にオンボードチャージャーや充電池等の充電用の装置が搭載されている。
製造は2018年から実施され、2020年現在は6両が使用されている。主要な諸元は以下の通り。
| 主要諸元 | 主要諸元    | 主要諸元    | 主要諸元 | 主要諸元 | 主要諸元 | 主要諸元 | 主要諸元 | 主要諸元                                |
| 両数     | 車両番号    | 編成        | 運転台   | 全長     | 重量     | 定員     | 軌間     | 備考・参考                              |
| -------- | ----------- | ----------- | -------- | -------- | -------- | -------- | -------- | --------------------------------------- |
| 6両      | 2151 - 2156 | 5車体連接車 | 両運転台 | 32,966mm | 45t      | 270人    | 1,435mm  | [ 1 ] [ 4 ] [ 13 ] [ 25 ] [ 26 ] [ 27 ] |

## 今後の予定
既存の路線に加え、2018年の時点でニューサウスウェールズ州交通局にはライトレールの路線網をニューカッスル・インターチェンジを中心に西・南・北方面に延伸する将来計画が存在する。ただしこれらの計画には経由する森林地帯の環境保全や急勾配など多くの課題があり、最も需要が見込まれる路線とされるジョン・ハンター病院方面についても即急なプロジェクトの立ち上げの必要はないという結論が2020年に出されている。